# Emil Konopinski

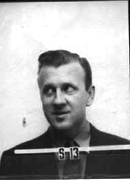
Emil Konopinski

Emil John Konopinski, auch Emil Jan Konopinski (* 25. Dezember 1911 in Michigan City (Indiana); † 26. Mai 1990 in Bloomington (Indiana)) war ein US-amerikanischer Physiker.

## Leben
Konopinski war polnischer Herkunft und Sohn von Joseph Konopinski und Sophia Sniegowska. Er erhielt 1934 den PhD für Physik an der University of Michigan und wurde später Professor für Physik an der Indiana University. Während des Zweiten Weltkriegs arbeitete er zusammen mit Enrico Fermi am ersten Kernreaktor an der University of Chicago. 1939 wurde er Fellow der American Physical Society.

## Leistungen
Um seine Forschungen und die allgemeine Theorie der Spaltungsreaktionen begutachten zu lassen, veranstaltete Robert Oppenheimer im Juni 1942 an der University of California in Berkeley einen Forschungssommer. Die Teilnehmer Hans Bethe, John H. van Vleck, Edward Teller, Felix Bloch, Richard C. Tolman und Emil Konopinski erkannten damals, dass eine Bombe auf Basis der Kernspaltung möglich sei. Sie vermuteten, dass zum Starten der Kettenreaktion eine kritische Masse vorhanden sein müsse. Konopinski war damit bereits zu Beginn am Manhattan-Projekt beteiligt.
Er schlug bei dem Treffen vor, für eine thermonukleare Zündung Tritium dem Deuterium-Brennstoff beizumischen. 1986 begründete er seinen Vorschlag damit, dass er dazu "Vorkriegsarbeiten" kannte. Diese belegten die hohe Reaktivität von Deuterium und Tritium. 
Es ging dabei um Untersuchungen von Arthur Ruhlig, der Gammastrahlen bei Reaktionen zwischen Deuterium-Atomen entstehen ließ. Er staunte über Protonen, die sich an sich nicht erklären ließen. Er folgerte, dass das neue Tritium mit Deuterium reagierte. Sein Artikel in Physical Review blieb weithin unbeachtet - doch Konopinski kannte ihn.
In Kenntnis von Ruhligs Niedrigtemperatur-Fusion eruierte daher Konopinski mit C. Marin und Edward Teller, ob eine thermonukleare Explosion nicht die Erdatmosphäre entzünden und somit die Erde zerstören würde.
Von 1946 bis 1968 war Konopinski Berater der Atomic Energy Commission.

## Veröffentlichungen
- 1966 The Theory of Beta Radioactivity, ISBN 978-0-19-851241-7.